# Elkton (Tennessee)
Elkton – miasto w Stanach Zjednoczonych, w stanie Tennessee, w hrabstwie Giles.